# Agatha Christie : Mort sur le Nil
Agatha Christie : Mort sur le Nil (Agatha Christie: Death on the Nile) est un jeu d'objets cachés pour PC édité par JoWooD Entertainment et développé par I-play. Il est sorti en France le 7 mai 2009.
Le jeu est adapté du roman Mort sur le Nil d'Agatha Christie.